# Marcel Heister
Marcel Heister (* 27. Juli 1992 in Albstadt-Ebingen) ist ein deutscher Fußballspieler, der vorrangig im offensiven Mittelfeld eingesetzt wird.

## Karriere
Marcel Heister begann in Gammertingen beim dort ansässigen Mehrspartensportverein TSV Gammertingen mit dem Fußballspielen, bevor er in die Jugendabteilung des SSV Reutlingen wechselte. Im Sommer 2010 wechselte er von der A-Jugend des SSV, für die er in der Saison 2009/10 in 21 Spielen sechs Tore erzielt hatte, zur zweiten Mannschaft des Bundesligisten TSG 1899 Hoffenheim in die Regionalliga Süd. Zunächst spielte er in der Saison 2010/11 jedoch nur für die A-Jugend der TSG in der A-Junioren-Bundesliga und erzielte in 19 Einsätzen zwei Tore. Am 13. Mai 2012, dem 32. Spieltag der Regionalliga-Saison 2010/11, kam Heister zu seinem ersten Einsatz für die zweite Mannschaft, als er im Heimspiel gegen den Karlsruher SC II (1:5) in der 49. Minute für Wilson Kamavuaka eingewechselt wurde. In der Folgesaison kam er zu 25 Regionalliga-Einsätzen, konnte sich jedoch keinen Stammplatz erobern und kam meist nur als Einwechselspieler zum Einsatz.
Ende August 2012 wechselte Heister zum kroatischen Erstligisten NK Zadar und unterschrieb einen Vierjahresvertrag bis Ende Juni 2016. Am 1. September 2012, dem 7. Spieltag der Saison 2012/13, kam er dann zu seinem Debüt im Profifußball, als er beim Heimspiel gegen NK Istra 1961 (1:1) in der 78. Minute für Mario Bilen eingewechselt wurde. 
Von März 2014 bis Juni 2016 stand er dann bei NK Istra 1961 unter Vertrag, ehe er zum israelischen Erstligisten Beitar Jerusalem wechselte. Anschließend spielte er drei Jahre lang für Ferencváros Budapest, mit dem er drei nationale Meistertitel gewann. Seit der Saison 2021/22 ist der Vertragsspieler des Ligakonkurrenten Fehérvár FC.

## Erfolge
- Ungarischer Meister 2019, 2020, 2021 (mit Ferencváros Budapest)